# Tamara Banez
Tamara Banez (* in Mallersdorf-Pfaffenberg) ist eine deutsche Liedermacherin.

## Biografie
Tamara Banez ist Tochter eines Jazzpianisten und produzierte bereits als Jugendliche eigene Lieder im Tonstudio ihrer Eltern. In ihren Texten greift sie politische Themen auf, z. B. Anliegen des Umweltschutzes und der Friedens- und Frauenbewegung. Dies führte auch zu Auftritten bei Protestaktionen, wie schon 2009 während der Münchner Studentenproteste gegen die Bildungspolitik des Freistaats Bayern, für welche auch der Krenkl-Preis verliehen wurde. In jüngerer Zeit unterstützte sie Fridays for Future mit dem dieser Bewegung gewidmeten Lied Mayday, das sie auch im Rahmen von Kundgebungen sang. Ein gemeinsam mit Jonas Bokelmann gestaltetes Kabarettprogramm ergänzt ihr politisches Engagement.
Seit 2018 wird sie von Konstantin Wecker unterstützt, der sie seinem Publikum bei eigenen Konzerten vorstellte und ihr Debütalbum Ecken und Kanten in seinem Label Sturm und Klang herausbrachte. Im Zeitraum von April bis Oktober 2020 trat sie gemeinsam mit Konstantin Wecker und anderen Künstlern des Sturm-und-Klang-Labels in drei Streamingkonzerten der Reihe Poesie & Widerstand in stürmischen Zeiten auf und sang dabei eigene und Wecker-Lieder.
Aus einem von Wecker initiiertem, per Videostream übertragenen Liveabend mit Miriam Hanika und Sarah Straub im August 2020 entwickelte sich unter dem Namen Hanika Straub Banez eine Kooperation der drei Künstlerinnen für gemeinsame Konzerte sowie Video- und Tonträgerproduktionen. Im November 2021 stellte dieses Trio sein Debütalbum Sie, du und ich bei einem Konzert der Geltinger Kulturbühne Hinterhalt vor.

## Diskografie
- Ecken und Kanten (Debütalbum), Sturm und Klang, 2018
- Hanika Straub Banez: "Sie, du und ich", Sturm und Klang, 2021